# Epidapus atomarius
Epidapus atomarius is een muggensoort uit de familie van de rouwmuggen (Sciaridae). De wetenschappelijke naam van de soort is voor het eerst geldig gepubliceerd in 1778 door De Geer.